# Sminthurus incisus
Sminthurus incisus är en urinsektsart som beskrevs av Jerry Allen Snider 1978. Sminthurus incisus ingår i släktet Sminthurus och familjen Sminthuridae. Inga underarter finns listade i Catalogue of Life.